# Pencoed
Pencoed (wymowaⓘ) – miasto w południowej Walii, w jednostce administracyjnej Bridgend, historycznie w hrabstwie Glamorgan, położone nad rzeką Ewenny (Ewenni). W 2011 roku liczyło 9166 mieszkańców.
Do połowy XIX wieku Pencoed było niewielką wsią, w 1851 roku liczącą 490 mieszkańców. Miejscowość rozwinęła się począwszy od drugiej połowy XIX wieku, głównie jako zaplecze mieszkalne dla otwartych w okolicy kopalń węgla oraz zakładów hutniczych. W granicach samej miejscowości na przełomie XIX/XX wieku funkcjonowała huta żelaza a także, przez krótki okres, cegielnia. W mieście znajduje się zakład produkcyjny Sony (produkcja kamer wideo oraz mikrokomputerów Raspberry Pi).
Znajduje się tu stacja kolejowa Pencoed na linii South Wales Main Line.